# Пиледжи, Николас
Никола́с Пиле́джи (англ. Nicholas Pileggi; род. 22 февраля 1933, Нью-Йорк) — американский писатель, сценарист, продюсер, автор романов «Умник» и «Казино», по которым были сняты фильмы Мартина Скорсезе «Славные парни» и «Казино» соответственно. Лауреат премии BAFTA в номинации «Лучший адаптированный сценарий» за фильм «Славные парни».

## Биография
Родился 22 февраля 1933 года в Нью-Йорке.
Наиболее известен по роману «Умник», экранизированному в 1990 году под названием «Славные парни». В 1995 году написал роман «Казино», который был экранизирован в том же году.
В 1996 году написал сценарий для фильма «Мэрия» с Аль Пачино и Джоном Кьюсаком в главных ролях.
Женился на Норе Эфрон в 1987 году. В 2007 выступил исполнительным продюсером в фильме Ридли Скотта «Гангстер».

## Книги
- Pileggi, Nicholas. Casino: Love and Honor in Las Vegas[англ.]. — First. — Simon & Schuster, 1995. — ISBN 978-0-684-80832-1.
- Pileggi, Nicholas. Wiseguy: Life in a Mafia Family[англ.]. — First. — Simon & Schuster, 1985. — ISBN 978-0-671-72322-4.
- Pileggi, Nicholas. Blye, Private Eye. — First. — Playboy Press, Chicago, 1976. — ISBN 978-0-87223-475-8.

### Переводы на русский язык
- Пиледжи Н. Славные парни[англ.] / Предисл. Дмитрий Goblin Пучков. — СПб.: Питер, 2018. — 384 с. — ISBN 978-5-496-03226-1.
- Пиледжи Н. Казино. Любовь и власть в Лас-Вегасе[англ.] / Предисл. Дмитрий Goblin Пучков. — СПб.: Питер, 2021. — 384 с. — ISBN 978-5-4461-0978-4.

## Фильмография
| Год  | Фильм                                                | Участие                   |
| ---- | ---------------------------------------------------- | ------------------------- |
| 1990 | Славные парни                                        | Автор книги и сценария    |
| 1994 | Верность и предательство: История американской банды | Автор сценария            |
| 1995 | Казино                                               | Автор книги и сценария    |
| 1996 | Мэрия                                                | Автор сценария            |
| 2007 | Империя Криса Трояно                                 | Автор сценария / Продюсер |
| 2007 | Гангстер                                             | Исполнительный продюсер   |
| 2012 | Вегас                                                | Исполнительный продюсер   |
| 2019 | Ирландец                                             | Исполнительный продюсер   |
| TBA  | Мудрые парни                                         | Автор сценария            |